# Карате Урио
Кара̀те У̀рио (на италиански: Carate Urio; на ломбардски: Caràa e Üri, Караа е Юри) е община в Северна Италия, провинция Комо, регион Ломбардия. Административен център на общината е село Карате Ларио (Carate Lario), което е разположено на 199 m надморска височина, на западния бряг на езеро Лаго ди Комо. Населението на общината е 1168 души (към 2017 г.).